# دافيدي سيناجليا
دافيدي سيناجليا (بالإيطالية: Davide Cinaglia)‏ (10 أبريل 1994 بروما في إيطاليا - ) هو لاعب كرة قدم إيطالي في مركز قلب الدفاع. شارك مع منتخب إيطاليا تحت 19 سنة لكرة القدم. أما مع النوادي، فقد لعب مع نادي أسكولي ونادي تورينو ونادي فيرالبيسالو.

## وصلات خارجية
- دافيدي سيناجليا على موقع الاتحاد الأوربي (الإنجليزية)
- دافيدي سيناجليا على موقع قاعدة بيانات كرة القدم.إي يو (الإنجليزية)
- دافيدي سيناجليا على موقع Soccerbase.com (لاعب) (الإنجليزية)
- دافيدي سيناجليا على موقع Soccerway.com (الإنجليزية)